# Balada triste de trompeta
Balada triste de trompeta (Brasil: Balada do Amor e do Ódio) é um filme franco-espanhol de 2010, dos gêneros drama, comédia e guerra, escrito e dirigido por Álex de la Iglesia.
As filmagens tiveram como locações as cidades de Madrid e Alcoy e os estúdios Ciudad de la Luz (Alicante). É o primeiro filme de Álex de la Iglesia do qual não participa o roteirista Jorge Guerricaechevarria.[carece de fontes?]
O filme conquistou o Leão de Prata de melhor diretor e o prêmio de melhor roteiro no Festival de Veneza de 2010. Também concorreu a quinze prêmios Goya, em 2011, vencendo em duas categorias técnicas: melhor maquiagem e melhor efeitos especiais. Em ambas premiações a obra foi bem recebida e bastante elogiada pela crítica especializada, Mariane Morisawa (2010) descreve o filme como "exuberante, caótico, barroco, passional, alegórico".

## Sinopse
O filme começa com um grupo de militares que interrompem a atuação de dois palhaços em um circo: o palhaço bobo (Santiago Segura) e o palhaço esperto (Fofito). Os militares os incitam que participem da Guerra Civil Espanhola em seus últimos dias, juntamente como o restante da equipe de circenses.
Entretanto, estes se negam devido ao fato de que o lugar está cheio de idosos e crianças, no meio do público está Javier, filho do palhaço bobo. Depois de serem obrigados a participar da guerra começa uma batalha onde o palhaço bobo mata vários soldados com um facão, mas o exército o captura e, depois do fim da guerra, mandam-no para a cadeia.
Durante o pós-guerra Javier, adolescente, vai visitar seu pai, exilado no Valle de los Caídos. Este indica a Javier o que ele deve ser a carreira de palhaço triste, para expressar seu sentimento de nunca ter conhecido sua mãe. Também diz que ele deverá vingar-se dos causadores daquele infeliz destino para eles. Javier cumpre com a promessa, apesar de escolher um mal momento para vingar-se. Seu pai trabalha como mineiro, na construção da cruz do Valle de los Caídos, e Javier coloca um explosivo na mina, causando o pânico entre os soldados e a morte de seu pai, pelas mãos do Coronel Salcedo (Sancho Gracia), de quem se vinga cravando-lhe uma faca em seu olho.
Já na idade adulta, Javier (Carlos Areces) consegue emprego de palhaço triste em um circo, lá se apaixona por uma trapezista chamada Natalia (Carolina Bang), noiva do palhaço bobo, Sergio (Antonio de la Torre), que se mostra um homem machista e violento. A tensão do filme repousa na disputa entre os dois palhaços pelos amor de Natalia. Em um ataque de fúria Javier deixar desfigurado o rosto de Sergio, em seguida foge para uma floresta onde é captura pelos fascistas - inimigos do seu pai - que o reconhecem pelo corrente que carrega consigo. Levado para uma fazenda Javier é usado por Salcedo como uma cachorro de caça.
Vestido de uma improvisada fantasia de palhaço e portando armamento pesado, Javier deixa para trás o passado de palhaço triste e se converte no palhaço vingador, ele consegue escapar dos fascistas e dar fim a vida do Coronel Salcedo, cumprindo a promessa feita para seu pai. Para libertar-se de todas as injustiças sai pelas ruas aterrorizando a todos que cruzem o seu caminho, tal como incentivou uma aparição de seu pai, produzida por uma alucinação. "O humor são para o fracos. Se não acham divertido, amedronte-os".
Por fim Javier reencontra seus companheiros circenses que o ajudam a se aproximar de Natalia. Bastante transtornado, Javier a leva para um esconderijo, os túneis do Valle de los Caídos. O filme finaliza com tensos momentos de perseguições, brigas e fuga, entre o dois dois palhaços e a polícia.

## Elenco
- Carlos Areces.... Javier
- Antonio de la Torre.... Sergio
- Carolina Bang.... Natalia
- Manuel Tallafé.... Ramiro
- Nazaret Aracil.... Malena Espigado
- Alejandro Tejerías.... Motoqueiro fantasma
- José Manuel Cervino.... Secretario
- Manuel Tejada.... Animador de circo
- Paco Sagárzazu.... Anselmo
- Sancho Gracia.... Coronel Salcedo
- Fernando Guillén Cuervo.... Capitão miliciano
- Santiago Segura.... Palhaço (Pai)
- Fofito.... Palhaço esperto

## Prêmios e indicações
Festival de Veneza 2010
| Categoria                         | Recipiente         | Resultado                   |
| --------------------------------- | ------------------ | --------------------------- |
| Leão de Prata para melhor direção | Álex de la Iglesia | Premiado[carece de fontes?] |
| Osella para melhor roteiro        | Álex de la Iglesia | Premiado[carece de fontes?] |

Premios Goya 2011
| Categoria                  | Recipiente                                          | Resultado                   |
| -------------------------- | --------------------------------------------------- | --------------------------- |
| Melhor filme               | Melhor filme                                        | Indicado[carece de fontes?] |
| Melhor diretor             | Álex de la Iglesia                                  | Indicado[carece de fontes?] |
| Melhor ator                | Antonio de la Torre                                 | Indicado[carece de fontes?] |
| Melhor atriz coadjuvante   | Terele Pávez                                        | Indicado[carece de fontes?] |
| Melhor atriz revelação     | Carolina Bang                                       | Indicado[carece de fontes?] |
| Melhor roteiro original    | Álex de la Iglesia                                  | Indicado[carece de fontes?] |
| Melhor trilha sonora       | Roque Baños                                         | Indicado[carece de fontes?] |
| Melhor fotografia          | Kiko de la Rica                                     | Indicado[carece de fontes?] |
| Melhor montagem            | Alejandro Lázaro                                    | Indicado[carece de fontes?] |
| Melhor direção de arte     | Edou Hydallgo                                       | Indicado[carece de fontes?] |
| Melhor direção de produção | Yousaf Bokhari                                      | Indicado[carece de fontes?] |
| Melhor figurino            | Paco Delgado                                        | Indicado[carece de fontes?] |
| Melhor maquiagem           | José Quetglás Pedro Rodríguez Nieves Sánchez Torres | Premiado[carece de fontes?] |
| Melhor som                 | Charly Schmukler Diego Garrido                      | Indicado[carece de fontes?] |
| Melhor efeitos especiais   | Reyes Abades Ferrán Piquer                          | Premiado[carece de fontes?] |